# Plebejus lycidas
Plebejus lycidas är en fjärilsart som beskrevs av Trapp 1863. Plebejus lycidas ingår i släktet Plebejus och familjen juvelvingar. Inga underarter finns listade i Catalogue of Life.